# Mastoïditis
La mastoïditis, en medicina, fa referència a la infecció i simultània inflamació de l'os mastoides o apòfisi mastoide localitzat al crani.
L'apòfisi mastoideés una prominent projecció arrodonida de l'os temporal localitzada darrere del conducte auditiu extern. Constitueix un important punt d'inserció de músculs, incloent-hi l'esternoclidomastoïdal. En general, l'apòfisi mastoide és lleugerament major en proporció en homes que en les dones.

## Epidemiologia
La mastoïditis és més prevalent en infants d'entre 2 i 5 anys. Presenta un lleuger predomini en sexe masculí. Antigament, era una de les principals causes de mort d'aquests. Avui en dia, hi ha menys casos i els casos són menys perillosos.

## Simptomatologia
La infecció de l'apòfisi mastoide es presenta amb tota una sèrie de signes i símptomes. Alguns d'ells poden ser: febre, dolor, secreció auditiva, cefalea, inflamació de la part posterior de l'orella, entre d'altres. El dolor sol ser intens i continuat sobretot a la palpació de la part posterior de l'orella. La febre i el malestar general són comuns en aquesta situació clínica. A més a més, el timpà pot estar inflamat i envermellit.

## Etiologia
La causa principal de mastoïditis és la complicació d'una infecció de l'orella mitjana (otitis mitjana aguda o la crònica). Aquesta infecció pot passar llavors l'os mastoides. Aquesta infecció era i és més prevalent en infants.
L'otitis pot ser a conseqüència d'un colesteatoma. Les secundàries a l'otitis mitjana crònica són més greus i el bacteri més freqüent amb un percentatge de 28% a 58% és el pneumococ. Altres de freqüents són St.pyogenes, S.aureus i H. influenzae. Les menys freqüents són la Pseudomona aeruginosai anaerobis.

## Diagnòstic

TC de crani: Otitis mitjana (fletxa simple) i mastoïditis (fletxa doble) del costat dret (costat esquerre a la imatge). El conducte auditiu extern està parcialment ocupat per la supuració (fletxa triple). Dona de 44 anys.

Pel diagnòstic cal una exploració física, sobretot, al cap i a la zona posterior de l'orella. La presència de signes com el dolor, vertigen, mareig i de símptomes com la febre, secreció auditiva i el malestar general poden ajudar a concloure el diagnòstic.
Es poden fer proves complementàries com la tomografia computada de l'orella. A més a més, també es pot fer un cultiu de la secreció auditiva per detectar la presència de bacteris.

## Tractament
El tractament principal de la mastoïditis és l'antibioteràpia. Primerament, per via intravenosa i posteriorment per via oral. Aquest tractament, en algunes situacions, pot no arribar a l'os mastoide i llavors cal fer una intervenció quirúrgica per extreure la part afectada de l'os mastoide. Aquest procés és anomenat mastoidectomia. A més a més, també es pot dur a terme una altra intervenció quirúrgica anomenada miringotomia que consisteix a drenar l'orella mitjana a través del timpà.

## Complicacions
Aquesta infecció si es tracta a temps no comporta cap complicació. Si aquesta no es tracta correctament poden aparèixer tota una sèrie de complicacions com: vertigen, abscés epidural, meningitis, pèrdua de l'audició parcial o completa, destrucció de l'os mastoides o disseminació de la infecció a l'organisme.